# Schilfrohr
Das Schilfrohr (Phragmites australis), auch allgemein als Schilf bezeichnet, ist eine Pflanzenart aus der Gattung Schilfrohre (Phragmites) innerhalb der Familie der Süßgräser (Poaceae). Es ist weltweit verbreitet.

## Beschreibung

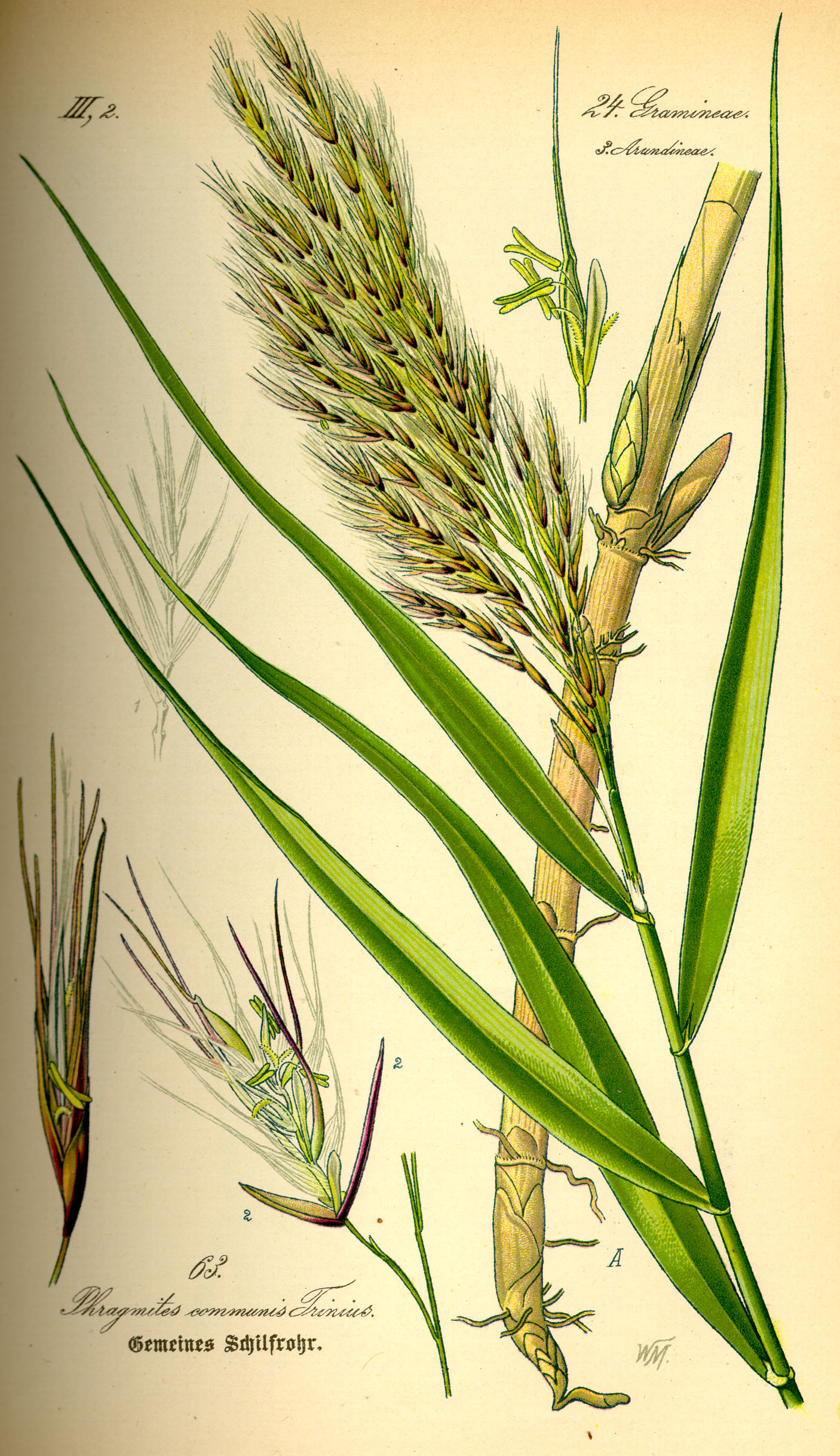
Illustration des Schilfrohr (Phragmites australis)

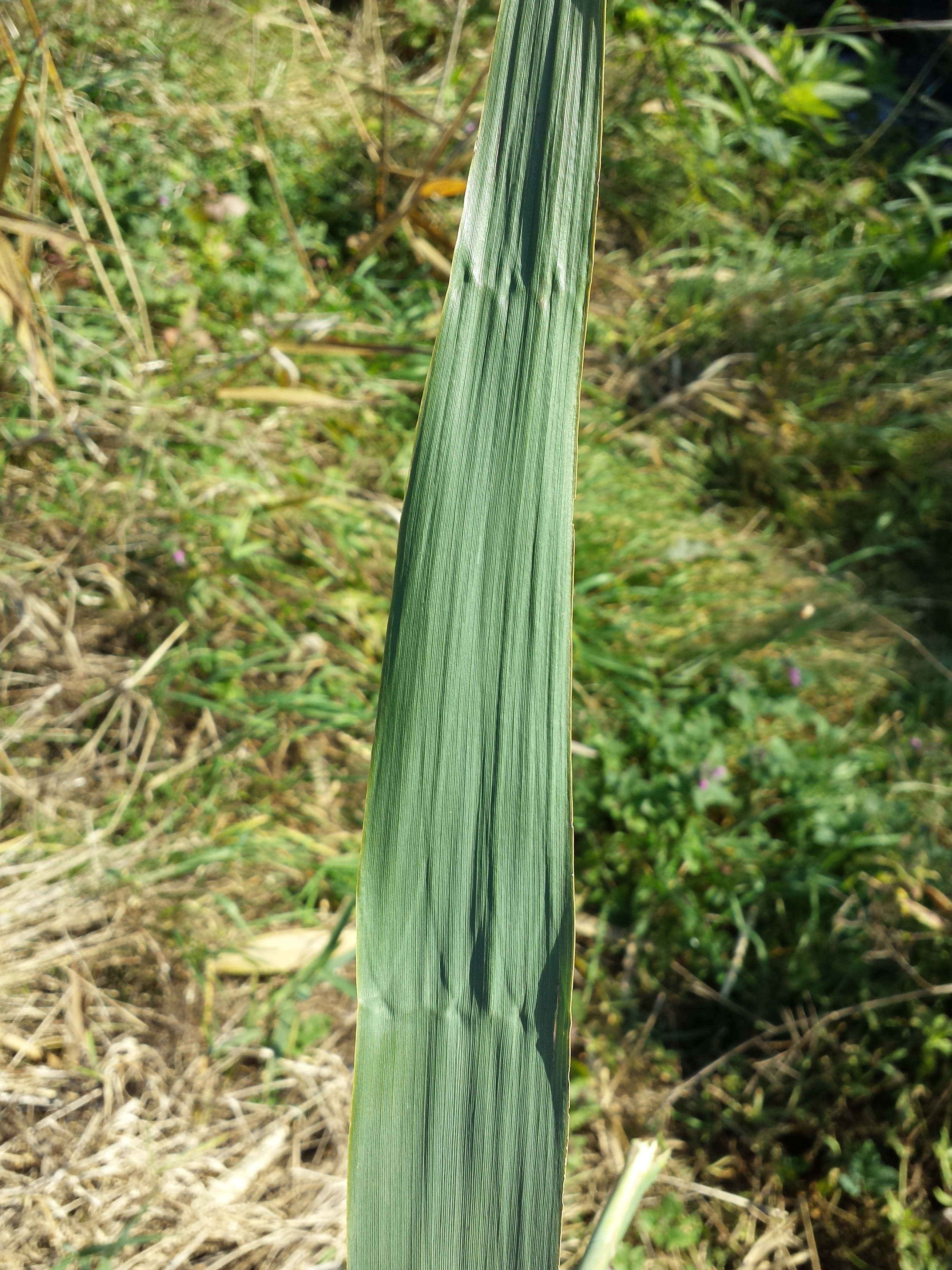
Die Laubblätter weisen ein bis zwei Zick-Zack-Querfalten („Eselsbiss“) auf.

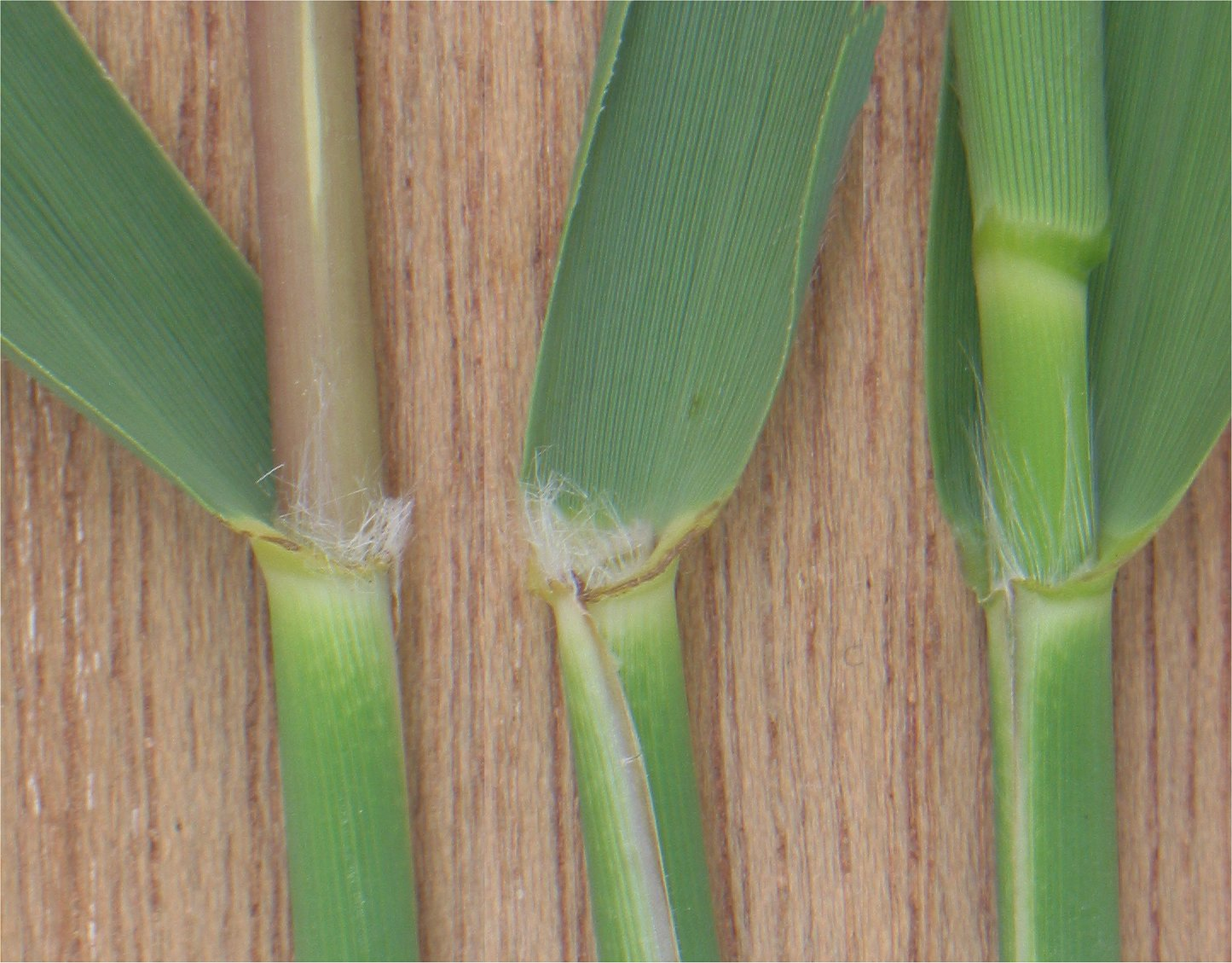
Weißer Haarkranz am Blattansatz (Unterscheidungsmerkmal vom ähnlichen Rohrglanzgras)

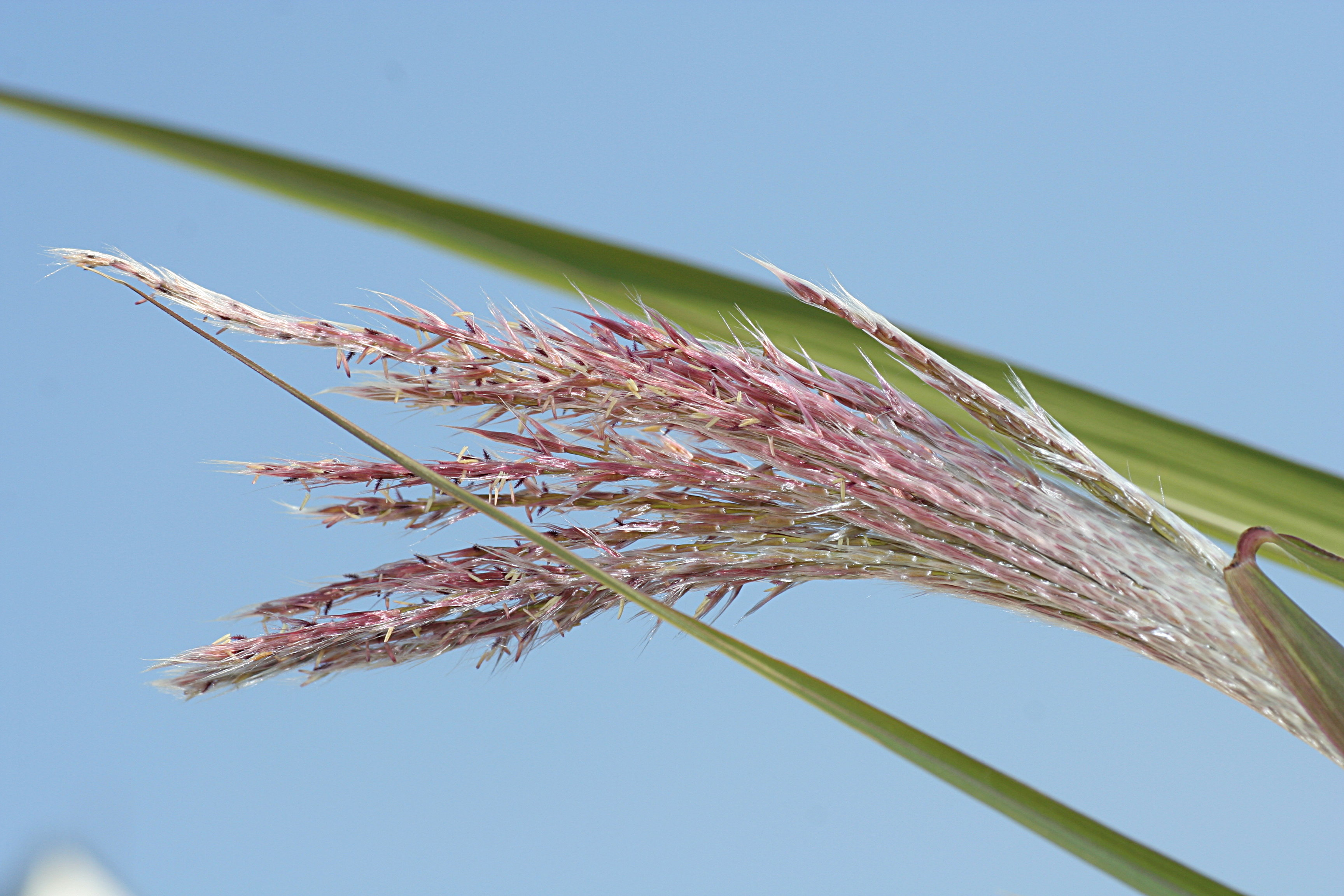
Blütenstand

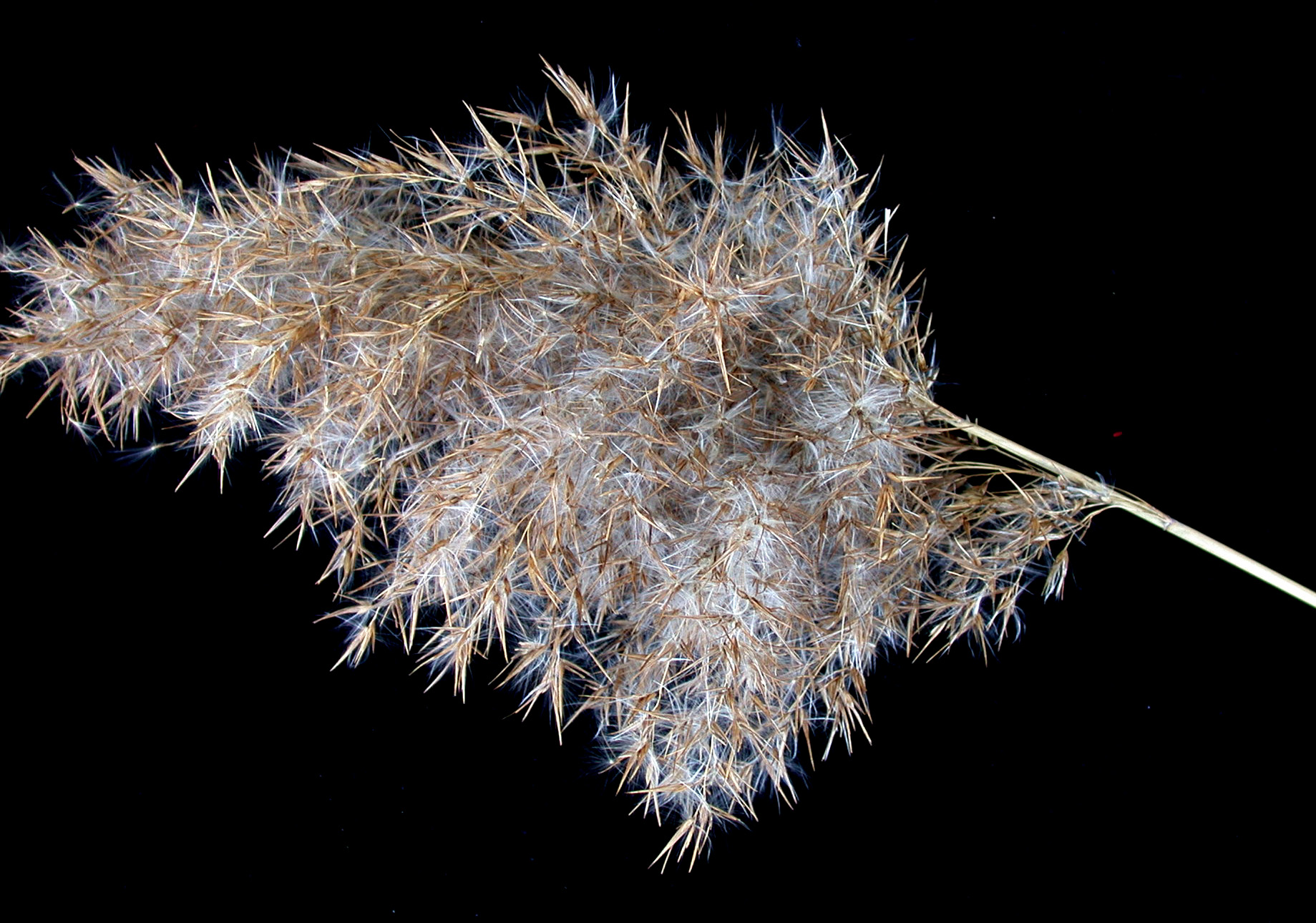
Fruchtstand

### Vegetative Merkmale
Das Schilfrohr ist eine ausdauernde krautige Pflanze. Die Nominatform, Phragmites australis subsp. australis, erreicht Wuchshöhen von maximal 4 Metern. In der Hauptwachstumsperiode des Schilfrohrs verlängern sich die Rhizome am Ende täglich um bis zu 3 Zentimeter. Die ältesten Rhizomteile sterben jeweils ab (Wurzelkriech- und Verlandungspionier). Das Schilfrohr entwickelt auch manchmal mehrere Meter lange weit über den Boden kriechende oder im Wasser flutende Ausläufer. Die aufrechten, meist unverzweigten Halme haben einen Durchmesser von 2 bis 15 Millimeter, verholzen meist an ihrer Basis und besitzen viele Knoten.
Die wechselständig am Halm angeordneten Laubblätter sind in Blattscheide und Blattspreite gegliedert. Statt des Blatthäutchens (Ligula) ist ein Haarkranz vorhanden. Die Abflachung der zunächst wie die Blattscheide röhrigen Blattspreite erfolgt durch ein Gelenk. Die einfachen Blattspreiten sind 10 bis 100 Zentimeter lang sowie 0,4 bis 5 Zentimeter breit und in der oberen Hälfte an den Rändern rau.

### Generative Merkmale
Die Blütezeit reicht von Juli bis September. Das Schilfrohr ist ein Rispengras. Der rispige Blütenstand ist 10 bis 50 Zentimeter lang und 2 bis 15 Zentimeter breit. Die Blütenährchen enthalten am Grunde männliche, darüber zwittrige Blüten. Die Ährchenstiele sind 2 bis 5 Millimeter lang.  Die Ährchen sind 10 bis 16 Millimeter lang, hell-braun bis braun und meist stark violett überlaufen, enthalten meist drei bis fünf (zwei bis acht) Blüten. Die Hüllspelzen sind untereinander fast gleich, lanzettlich bis eiförmig und dreinervig. Die Deckspelze des untersten Blütchens ist 7 bis 13 Millimeter lang und dreinervig. Die Vorspelze des untersten Blütchens ist 3 bis 4 Millimeter lang und zweinervig. Die Ährchenachse bei den oberen Blütchen ist dicht mit 6 bis 8 (bis 10) Millimeter langen seidigen Haaren besetzt. Die drei Staubblätter haben 1,6 bis 2 Millimeter lange Staubbeutel.
Die Früchte sind bei einer Länge von 1,8 bis 2 Millimetern lang, schmal elliptisch und frühestens im Dezember reif.
Die Chromosomenzahl beträgt 2n = 48, aber auch 36, 72, 84 oder 96.

## Ökologie

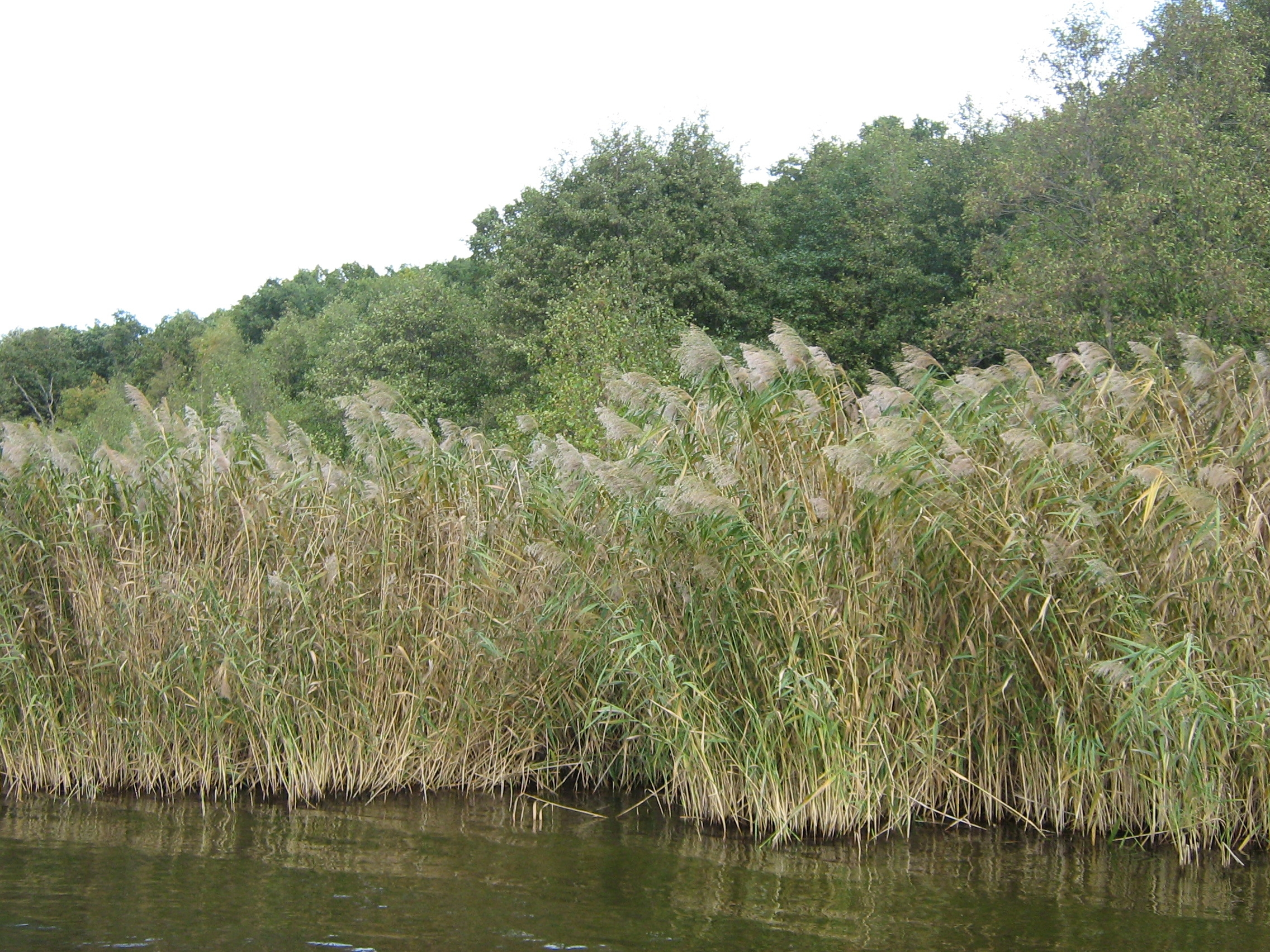
Bis zu 4 Meter hoher Schilfrohrgürtel am Schwielowsee in Brandenburg

Dieser Geophyt ist eine Sumpfpflanze.
Die vegetative Vermehrung erfolgt in starkem Maße durch die bis zu 20 Meter langen Ausläufer sowie durch niederliegende, sich an den Knoten bewurzelnde Halme (Legehalme). Ganze Schilfbestände stellen oft nur eine einzelne Pflanze dar. Im Donaudelta fanden Fachleute Pflanzen, deren Alter auf etwa 8000 Jahre geschätzt wurde. Große Schilfbestände bieten zahlreichen Vögeln Schutz. Bei Nährstoffüberschuss verdrängt das Schilfrohr jedoch die übrige Ufervegetation. Bei allzu starkem Nährstoffeintrag bricht die Population allerdings auch wieder zusammen und wird beispielsweise von Eutrophierungszeigern wie dem Großen Wasserschwaden (Glyceria maxima) ersetzt. Sollen Schilfbestände aktiv vermehrt werden, müssen im Sommer Halmstücke mit ein bis drei Knoten abgeschnitten und in wenige Zentimeter tiefe Rinnen im Uferbereich eingegraben werden. Nach einigen Wochen bewurzeln sich die Stängelknoten, und es bilden sich Tochtersprosse aus.
Schilf bildet an Seen und Gräben natürliche Monokulturbestände. Sind Wasserversorgung und Nährstoffangebot günstig, verdrängt er durch seine Dominanz andere Wildkräuter und Gräser. In den oft riesige Flächen bedeckenden natürlichen Monokulturen des Schilfrohrs regulieren sich tierische Schädlinge selbst: Die Raupen der Schilfeule (Nonagria typhae) klettern fressend in den Internodien nach oben und zerstören dann den Vegetationskegel an der Spitze. Wegen der damit verbundenen Ausdünnung des Bestandes werden in den Folgejahren zahlreiche dünne Halme gebildet, so dass die Schilfeulenpopulation an diesen Stellen zugrunde geht.
Das Schilfrohr spielt bei der Verlandung von Gewässern eine große Rolle. Zwischen den dichten Halmen sammelt sich mit der Zeit viel Schlamm an und führt langsam zur Verlandung.
Die Benetzbarkeit der Blattoberfläche ist gering. Wasser perlt in Tropfen ab, wie es auch bei Lotosblumen beobachtet werden kann, und nimmt dabei auf der Oberfläche anhaftende Schmutzpartikel mit (Lotuseffekt).
Phragmites australis ist windblütig vom „langstaubfädigen Typ“.
Die winzigen Fruchtährchen verbreiten sich als Schirmchenflieger. Auch eine Schwimmausbreitung und eine Wasserhaftausbreitung ist möglich. Der Fruchtansatz ist von Jahr zu Jahr unterschiedlich; er ist auch vom Standort abhängig. Die Früchte sind Lichtkeimer, die Keimungsrate liegt circa bei 80 Prozent. Die Keimfähigkeit bleibt ein bis vier Jahre erhalten.

## Systematik und Verbreitung
Die Erstveröffentlichung erfolgte 1753 unter dem Namen Arundo phragmites durch Carl von Linné in Species Plantarum, Tomus I, Seite 81. In einer Gattung Phragmites kann das Artepitheton phragmites nicht verwendet werden. Die nächstälteste gültige Beschreibung war Arundo australis durch Antonio José Cavanilles in Anales de Historia Natural, Band 1, Seite 100 im Jahr 1799. Die Neukombination zu Phragmites australis (Cav.) Trin. ex Steud. wurde 1840 durch Carl Bernhard von Trinius in Ernst Gottlieb von Steudel: Nomenclator Botanicus. Editio secunda, Band 1, Seite 143 veröffentlicht. Weitere Synonyme für Phragmites australis (Cav.) Trin. ex Steud. sind: Arundo phragmites L., Cenchrus frutescens L., Phragmites communis Trin.
Das Schilf ist weltweit verbreitet und manche Autoren unterscheiden folgende Unterarten:
- Phragmites australis subsp. americanus Saltonst., P.M.Peterson & Soreng (Syn.: Phragmites americanus (Saltonst., P.M.Peterson & Soreng) A.Haines): Sie kommt in Nordamerika vor.[5]
- Phragmites australis (Cav.) Trin. ex Steud. subsp. australis: Sie erreicht Wuchshöhen von bis zu 4 Metern. Sie kommt in Eurasien, Afrika und in Australien vor.[5]
- Phragmites australis subsp. berlandieri (E.Fourn.) Saltonst. & Hauber: Sie kommt in Nord-, Mittel- und Südamerika vor.[5]
- Phragmites australis subsp. chrysanthus (Mabille) Kerguélen[6] (Syn.: Phragmites australis subsp. altissimus (Benth.) Clayton, Phragmites communis subsp. isiacus Arcang., Phragmites australis subsp. pseudodonax (Rabenh.) Rauschert)[5]: Sie erreicht Wuchshöhen (nach Conert 1987) von 6 bis 10 Meter hoch. Die Laubblätter sind bis 75 Zentimeter lang und bis 6 Zentimeter breit. Der rispige Blütenstand ist 30 bis 50 Zentimeter lang und dicht.[1]
- Phragmites australis subsp. humilis (De Not.) Kerguélen: Sie erreicht Wuchshöhen von nur bis zu 1,2 Metern. Sie wird von manchen Autoren als Synonym zur Unterart Phragmites australis subsp. australis gestellt.[5]

## Standorte

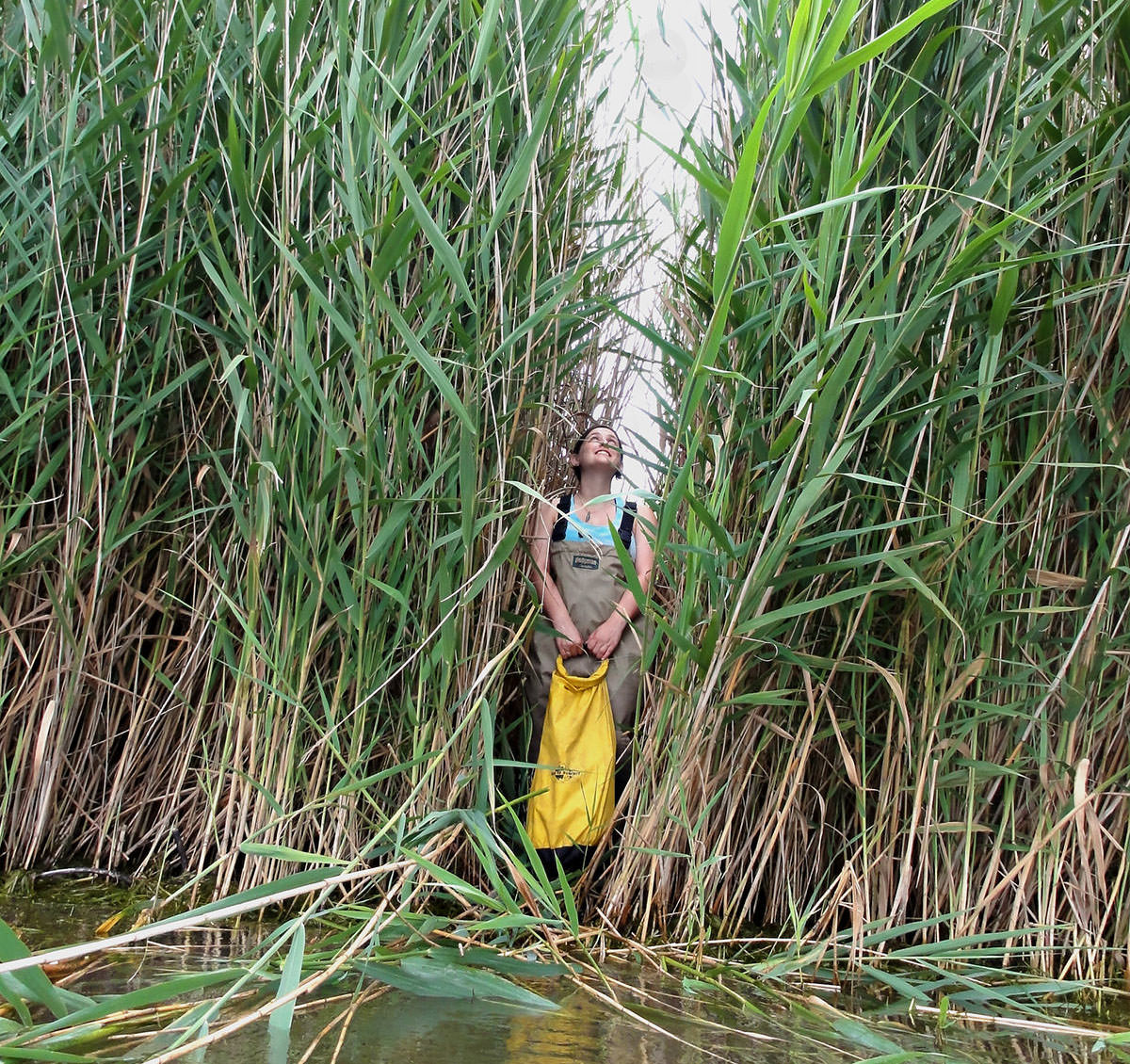
Schilfbestand

Das Schilfrohr kommt häufig und beständig in der Röhrichtzone stehender und langsam fließender Gewässer bis zu einem Meter Wassertiefe vor, daneben auch in Quellmooren, auf Moorwiesen oder in Erlenbruch- und Weidenauenwäldern. Es liebt nicht zu kalte Schlick- und Schlammböden, die stickstoffhaltig und basenreich sein sollten und verhältnismäßig sauerstoffarm sein können. Reißende Hochwässer erträgt es nicht. Gemäß dem Ökologen Heinz Ellenberg ist die Art ein Wärmezeiger, ein Wechselwasserzeiger und eine Klassencharakterart der Röhrichte und Großseggen-Sümpfe (Phragmitetea australis). Es kommt aber auch in Pflanzengesellschaften der Klasse Scheuchzerio-Caricetea, der Ordnung Molinietalia und des Verbands Alnion vor.
Die ökologischen Zeigerwerte nach Landolt et al. 2010 sind in der Schweiz: Feuchtezahl F = 4+w+ (nass aber stark wechselnd), Lichtzahl L = 3 (halbschattig), Reaktionszahl R = 3 (schwach sauer bis neutral), Temperaturzahl T = 4 (kollin), Nährstoffzahl N = 4 (nährstoffreich), Kontinentalitätszahl K = 3 (subozeanisch bis subkontinental).
Auf nicht überfluteten Standorten zeigt das Schilfrohr bewegtes Grundwasser an. Als Tiefwurzler ist es aus vernässten Äckern schwer zu vertreiben. Jedoch sterben verletzte Schilfrhizome bei langanhaltender Überflutung ab, wenn Wasser in das Durchlüftungsgewebe eindringt. Ähnlich verhindert ein hoch anstehendes Grundwasser ein Tiefenwachstum der Rhizome.
In den Allgäuer Alpen in Bayern steigt Schilfrohr zwischen Rohrmoos und der neuen Piesenalpe bis in Höhenlagen von 1260 Metern auf. Bei Bozen auf der Rittneralpe erreicht es Höhenlagen von 1675 Meter, in der Schweiz bei Las Palüds und bei Ftan 1620 Meter und oberhalb Lü 1900 Meter. In Tibet liegen die Höhengrenzen bei 2700 bis 3000 Meter, in Äthiopien bei 2200 Meter und in den Anden bei 3000 Meter.

## Inhaltsstoffe
Im Wurzelstock von Phragmites australis konnten die psychoaktiven Entheogene Dimethyltryptamin (DMT) und Bufotenin nachgewiesen werden.

## Wirtschaftliche und industrielle Nutzung

### Nahrung
Die jungen Sprossen werden in einigen Gebieten als Gemüse verwendet, wobei der typische Schilfgeschmack dieser Süßgrasart  gewöhnungsbedürftig ist. Aus den getrockneten Wurzeln kann man Mehl zum Brotbacken gewinnen.
Im Burgenland werden zur Herstellung des traditionellen Schilfweins Weintrauben auf Schilfmatten gelagert.

### Gebrauchsgüter
In der Antike war das aus einem Schilfstängel geschnittene Schreibrohr jahrhundertelang das wichtigste Schreibgerät. Etwa um das 6. Jh. wurde es in Europa von der Schreibfeder (aus einer Vogelfeder) verdrängt. Im islamischen Kulturkreis ist es bis heute für Kalligrafie in Gebrauch.
Dünne Matten aus Schilfrohr dienen zur Beschattung von Gewächshäusern, dickere als Wärmedämmung oder Windschutz. Die Art wird auch zur dekorativen Gestaltung von Uferpartien als Zierpflanze und zur Landgewinnung (z. B. im IJsselmeer) eingesetzt. Die Herstellung der Matten erfolgte lange Jahrhunderte durch Weben. Die als Rohrweberei bezeichneten Manufakturen verwendeten ursprünglich das auf zugefrorenen Seen im Winter geschnittene Schilfrohr. Es wurde ein Jahr lang im Freien getrocknet, danach weitere Monate trocken und luftig gelagert und danach zu dünnen Matten verwoben, meist von Hand geknotet. Maschinell hergestellte Schilfmatten aus dem Baumarkt haben nur eine Haltbarkeit von rund zwei Jahren, die handgefertigten dagegen halten mehrere Jahre. Im Brandenburgischen Pritzerbe gibt es im Jahr 2020 die einzige verbliebene Schilfrohrweberei in Deutschland.

### Bauwesen

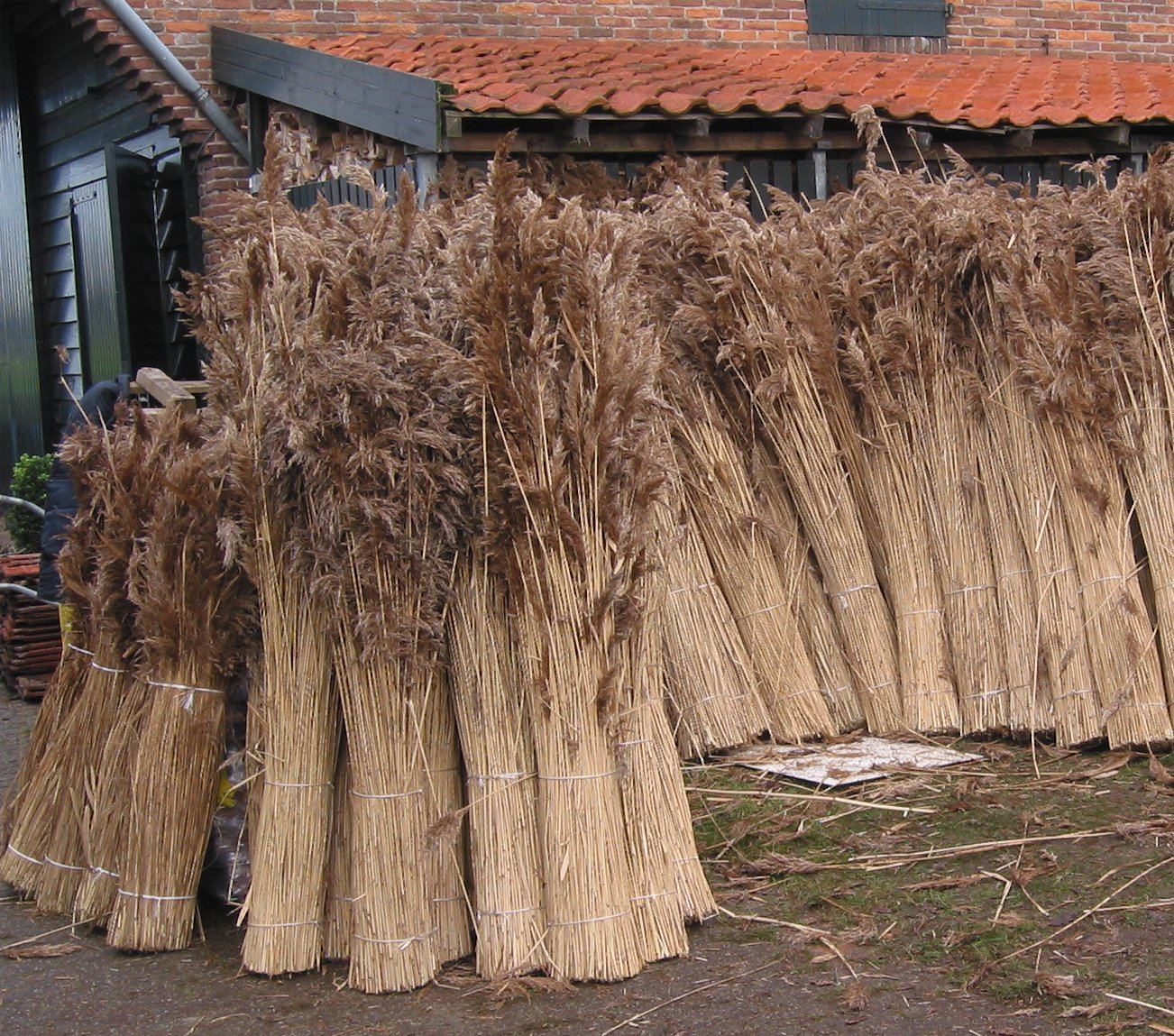
Schilfrohr gesammelt für Reetdächer

Schilfrohr spielt vor allem eine Rolle als Naturbaustoff. Es nimmt keine Feuchtigkeit auf und verrottet daher nur langsam, es ist stabil und aufgrund seiner griffigen Oberflächenstruktur ein ausgezeichneter Putzgrund. Aufgrund seines Gehalts an Kieselsäure ist es brandhemmend.
Schilfrohr dient in Form von Reet als Dachdeckmaterial. Im Lehmbau werden als Putzträger mehrschichtige Schilfrohrplatten oder Rabitzgeflechte aus einfachem Schilfrohr verwendet. Des Weiteren kann es als Dämmstoff für die Außen- und Innendämmung, als Schilfrohrgewebe oder Trennwand für den ökologischen Trockenbau verwendet werden.
Reet wurde früher beim Besticken neuer Deiche mit der Deichnadel verwendet.

### Energiegewinnung
Eine Nutzung von Schilfrohr für die Gewinnung von Biogas oder als lignocellulosereicher Rohstoff für die Herstellung von Cellulose-Ethanol ist möglich.

### In der Abwasserreinigung

#### Pflanzenkläranlagen
Schilf ist für die Bepflanzung einer Pflanzenkläranlage geeignet. Es wirkt durch die große Blattoberfläche und durch die Sauerstoffabgabe hohler, luftführender Stängelteile (Aerenchyme) unter Wasser gewässerreinigend (Sauerstoffeintrag: 5–12 g Sauerstoff pro m²/Tag). Der Sauerstoffeintrag fördert den mikrobiellen Abbau organischer Substanz durch aerophile Bakterien, die in großer Menge an den Wurzelhaaren des Schilfes siedeln.

#### Bodenfilter
Auch Retentionsbodenfilter werden häufig mit Schilf bepflanzt. Der Schilfbewuchs soll durch sein Rhizomwachstum das Substrat lockern und so das Kolmationsrisiko senken. Eine intensive Durchwurzelung erhöht die Reinigungsleistung des Filters, da Sauerstoffeintrag und Wurzelexsudate eine Stimulation des mikrobiellen Schadstoffabbaus in der Rhizosphäre bewirken, gleichzeitig werden Nähr- (und z. T. Schadstoffe) der Bodenlösung entzogen.
Eine etablierte Schilffläche transpiriert 800–1000 l Wasser pro m² und Vegetationsperiode, wodurch sich die Sickerwasserbildung im Bodenfilter entsprechend reduziert. Dies begünstigt die Sorption und – durch die längere Kontaktzeit – auch Wurzelaufnahme und biologischen Abbau. Die geschlossene Vegetationsdecke verbessert durch Beschattung und Isolation das bodennahe Mikroklima. Unter abgestorbenem Schilf finden Bakterien auch im Winter Temperaturen um +5 °C vor. Schilfhalme wie auch kontinuierliche Streuzufuhr weitmaschiger Vegetationsreste bilden auf Bodenfiltern einen oberirdischen Raumfilter. Seine Sedimentationsoberflächen ergänzen die eigentliche Substratfiltration und schützen den Filter zusätzlich vor äußerer Kolmation.
Ein wesentlicher Nachteil des Einsatzes von Schilf in Bodenfiltern ist, dass Bodenfilter aufgrund der periodischen Zufuhr und kurzen Verweilzeiten des Wassers nicht zu den idealen Besiedlungsräumen des Schilfgrases gehören. Hohe Ausfälle beim Bewuchs auf den zeitweise trockenen Bodenfiltern sind die Folge. Dadurch ist eine optimale Reinigungs- und Filterwirkung in Bezug auf das zugeführte Abwasser durch die geschwächte Schilfvegetation nicht gewährleistet. Daneben ist Schilf empfindlich gegen mechanische Belastung, insbesondere gegen Knickbeanspruchung (Niederlegen des Bestands im Hauptströmungsbereich).
Schilf wird bei der Eingriffs-Kompensation nach § 8a Bundesnaturschutzgesetz von Naturschutzstellen positiv beurteilt. Im Gegensatz zu konventionellen Lösungen wurden schilfbepflanzte Filter selbst in Natur- und Landschaftsschutzgebieten zugelassen. Daneben können schilfbepflanzte Bodenfilter in Kombination mit Grünflächen und Grünpflastern zusätzliche Ausgleichsmaßnahmen für Neubaugebiete vermeiden helfen, was bei Wirtschaftlichkeitsbetrachtungen zunehmend Bedeutung erlangt.

#### Klärschlammvererdung
Schilf wird in Kläranlagen zur Nachbehandlung des Klärschlamms eingesetzt. Klärschlamm fällt in Kläranlagen als Abfallprodukt des Reinigungsprozesses an und muss entsorgt werden. Da er ganz überwiegend aus Wasser besteht (bis zu 98 Prozent), wird Klärschlamm entwässert, um die zu entsorgende Menge zu reduzieren. Neben mechanischen Verfahren hat sich dafür die Klärschlammvererdung mittels Schilfbeeten etabliert. Dazu wird der Klärschlamm in großflächige Schilfbeete geleitet. Über die große Blattoberfläche verdunstet das Wasser und der Schlamm wird entwässert. Gleichzeitig bauen im Wurzelraum des Schilfs lebende Mikroorganismen den Schlamm biologisch um und es entsteht humushaltige Klärschlammerde. Der Entwässerungs- und Vererdungsprozess läuft kontinuierlich über 6 bis 12 Jahre, in denen sich das Vererdungsbeet nach und nach füllt. Danach wird die Klärschlammerde ausgebaggert und kann entweder thermisch entsorgt oder als Dünger in der Landwirtschaft verwertet werden.